# Миссис Санта-Клаус (персонаж)
Миссис Клаус или Миссис Санта-Клаус (англ. Mrs. Claus / Mrs. Santa Claus, в британской традиции также Mother Christmas, соответственно Father Christmas для мужа) — жена и спутница «рождественского дарителя» Санта-Клауса в поздней европейской и североамериканской рождественской традиции, помогающая ему в ведении хозяйства и руководстве эльфами или другими духами, изготовляющими подарки для детей.
Чаще упоминается без личного имени, при этом в различных конкретных произведениях именовалась как именами общебиблейской (Мэри, Анна, Сара и их производными) и скандинавско-германской традиций (Марта, Гретхен, Хельга), так и более «современными» (например, Джессика) и «этническими» (в частности, в «Автобиографии Санта-Клауса» Джеффа Гуинна её звали Лайлой).

## Происхождение образа
Предполагаемое наличие жены у Санта Клауса впервые упоминается в рассказе «A Christmas Legend» (1849) филадельфийского драматурга и религиозного деятеля Джеймса Риса (1802—1885). По сюжету произведения, семья даёт накануне Рождества приют двум усталым путникам, старым мужчине и женщине с котомками за спиной. На следующий день дети этой семьи обнаруживают кучу подарков, однако в конце концов раскрывается, что пара была не «старым Санта-Клаусом и его женой», а переодетыми до неузнаваемости давно пропавшей старшей дочерью хозяина и её мужем.
Само словосочетание «Mrs. Santa Claus» впервые запечатлено на страницах выпуска 1851 года старейшего американского литерурного журнала «Yale Literary Magazine», в описании одним из авторов-студентов появления «старого забавного и толстого эльфа Санта-Клауса» на рождественской вечеринке.
Ещё несколько лет спустя, в 1854 году, зафиксировано первое не заочное, а «непосредственное» описание персонажа — в форме женщины в таком образе, появившейся в рождественской музыкальной постановке с ребёнком на руках и танцевавшей под посвященную Санта-Клаусу песню — в журнале «The Opal», издававшемся пациентами State Lunatic Asylum (ныне Психиатрический Центр в Ютике, Ютика, штат Нью-Йорк).
Несколько авторов, начиная с 1860-х годов, в самых разных красках описывали её возможную внешность и манеру одеваться, в том числе для продвижения в прессе собственных идей о стиле одежды и оформления интерьеров.
Подобный же персонаж, хотя и не идентифицированный напрямую как миссис Клаус (ближе к концу истории один их персонажей пытается понять, была она это или нет), появляется в опубликованном в 1878 году в Бостоне детском сборнике «Лилл в стране Санта-Клауса и другие истории» (англ. Lill in Santa Claus Land and Other Stories, Эллис Тауни, Софи Мэй и Эллы Фармен, описывая, в числе прочего, часто приписываемую ей функцию «секретаря-референта» Санты, ведущего учёт плохих и хороших поступков детей.
Наконец, в 1889 году супруга Санты впервые появляется в литературе XIX века как заглавный персонаж произведения — в поэме поэтессы Кэтрин Ли Бейтс «Goody Santa Claus on a Sleigh Ride» (где «Goody» — не эпитет Санта-Клауса, а сокращение от «goodwife», диалектного аналога обращения «миссис»).

## Персонаж в современной массовой культуре

### Фильмы
- Фильм Одинокий Санта желает познакомиться с миссис Клаус 2004 года.

### Мультфильмы
- Миссис Клаус появляется в мультфильме «Приключения супергероев: Морозный бой» 2015 года, где персонаж был озвучен актрисой Джейн Сингер.